# Гринејкерс (Флорида)
Гринејкерс (енгл. Greenacres) град је у америчкој савезној држави Флорида. По попису становништва из 2010. у њему је живело 37.573 становника.

## Демографија
Према попису становништва из 2010. у граду је живело 37.573 становника, што је 10.004 (36,3%) становника више него 2000. године.
| Група             | 2000.          | 2010.          |
| Белци             | 19.066 (69,2%) | 15.347 (40,8%) |
| Афроамериканци    | 1.790 (6,5%)   | 6.370 (17,0%)  |
| Азијати           | 505 (1,8%)     | 1.137 (3,0%)   |
| Хиспаноамериканци | 5.858 (21,2%)  | 14.390 (38,3%) |
| Укупно            | 27.569         | 37.573         |